# Бражник тополёвый
Бражник тополёвый (Laothoe populi) — бабочка из семейства бражников (Sphingidae).

## Описание

### Бабочка
Бабочка имеет форму крыльев, имитирующую сухой лист. Размах крыльев 70—100 мм. Окраска сильно варьирует: помимо серых, встречаются особи, имеющие цвет от желтоватого до светло-коричневого.

### Гусеница
Достигает длины 65—85 мм. Имеет три вида окраски: зелёную, светло-серую и синевато-белую. На боках имеется семь косых желтовато-белых полос На 8 сегменте имеется рог. Встречается с июня по сентябрь. Питается на тополях и ивах, реже на ясене, дубе, берёзе, ольхе, боярышнике, кизильнике, яблоне, вязе.

### Куколка
Для окукливания личинки тополевого бражника закапываются в почву рядом с деревьями, где плетут кокон. При этом обеспечивается защита куколок от птиц, но не обеспечивается — от кротов и землероек.

## Биология
Дает два поколения: I — апрель—июнь, II — июль—август. Активен ночью. На деревьях держится только передними лапками. Бабочка не питается.

## Распространение
Ареал охватывает Европу, Южное Средиземноморье, Сирию, Северный Иран, Северно-Западный Китай. В СНГ — европейскую часть и Кавказ, Среднюю Азию, Западную Сибирь на восток до Бурятии.

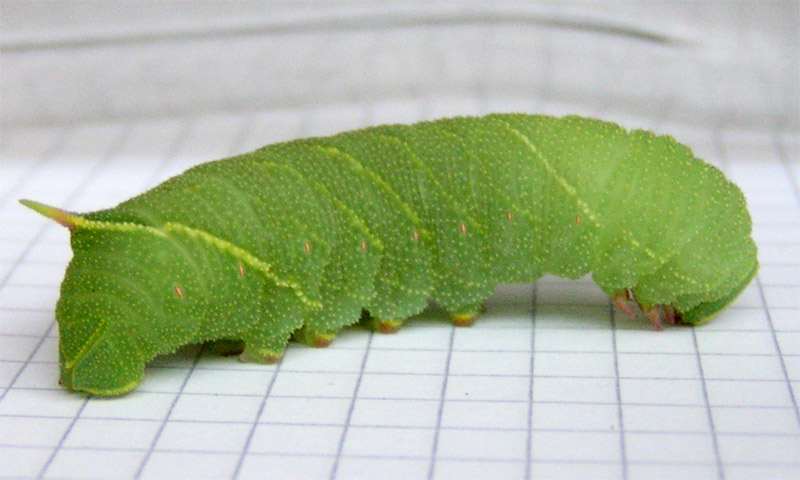
Гусеница
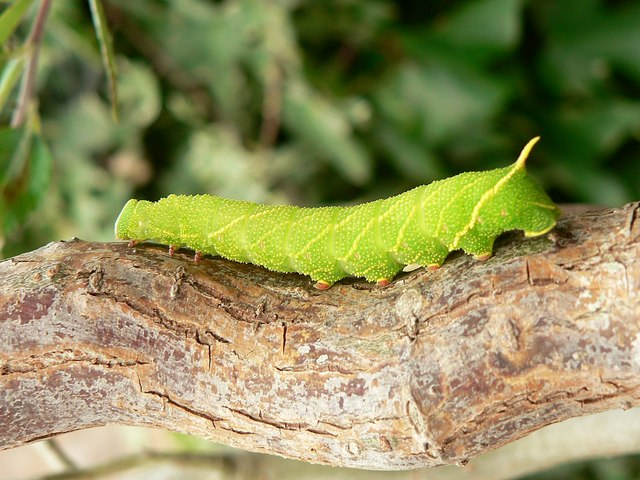
Гусеница
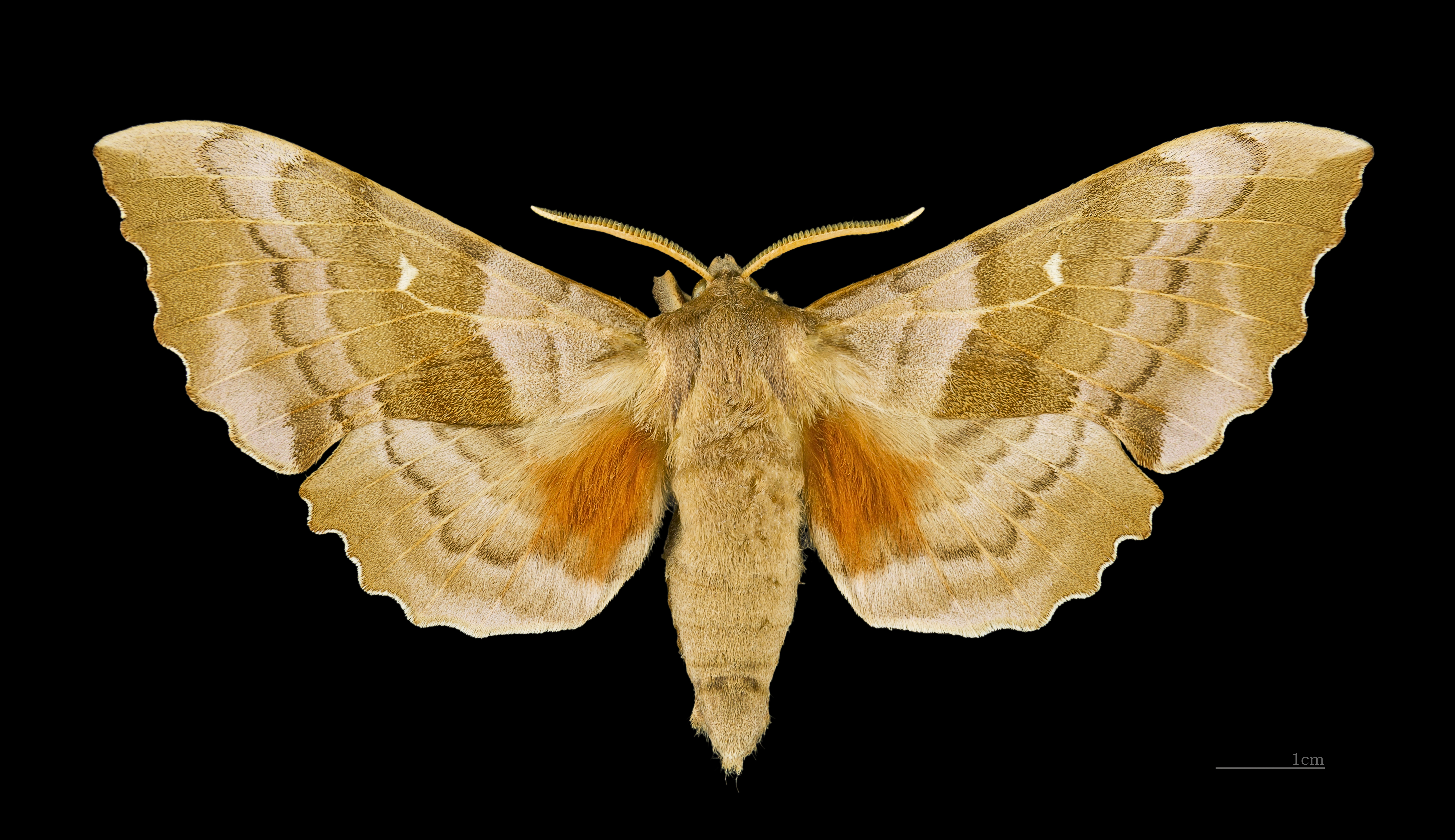
♂
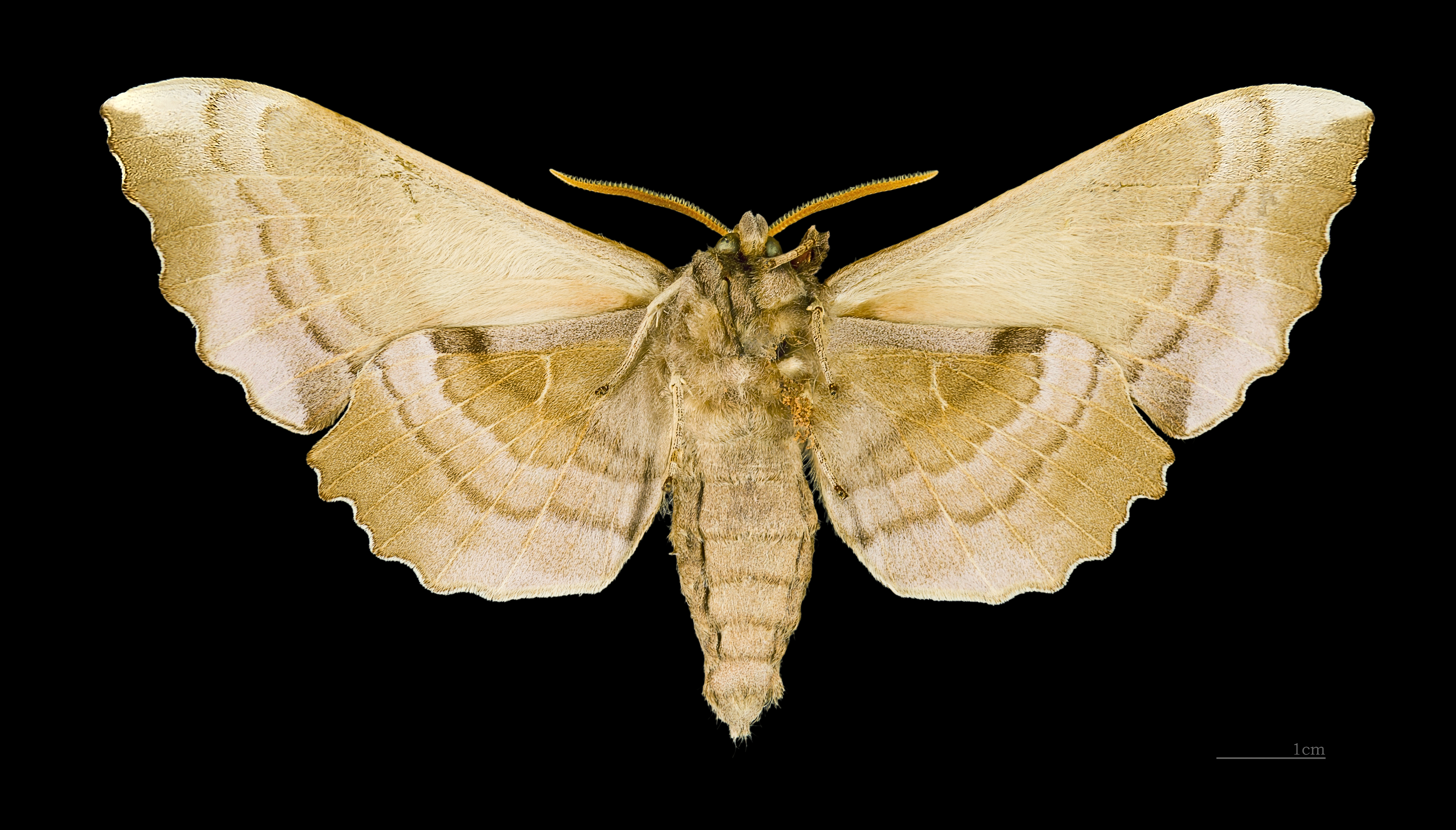
♂ △
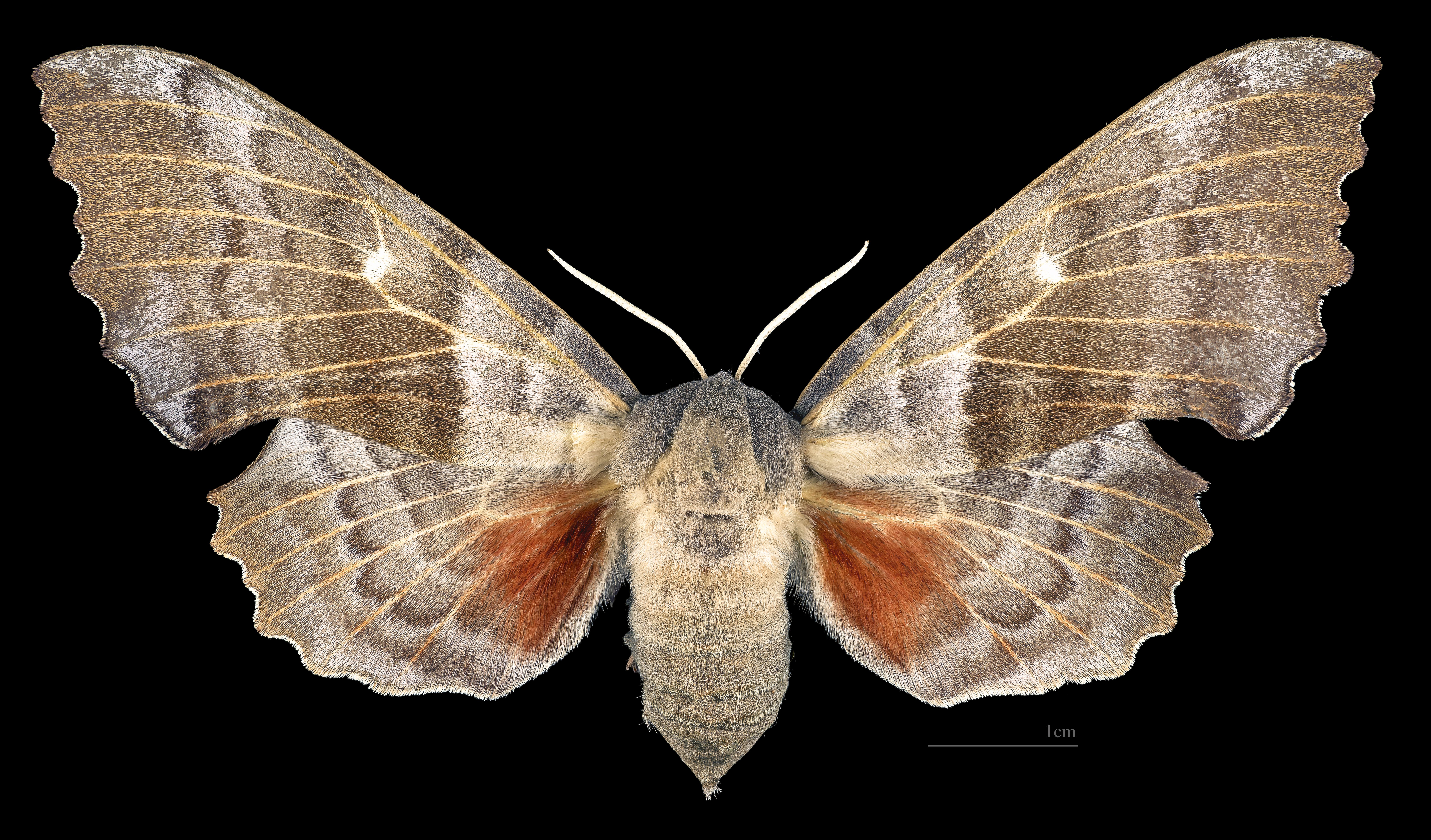
♀
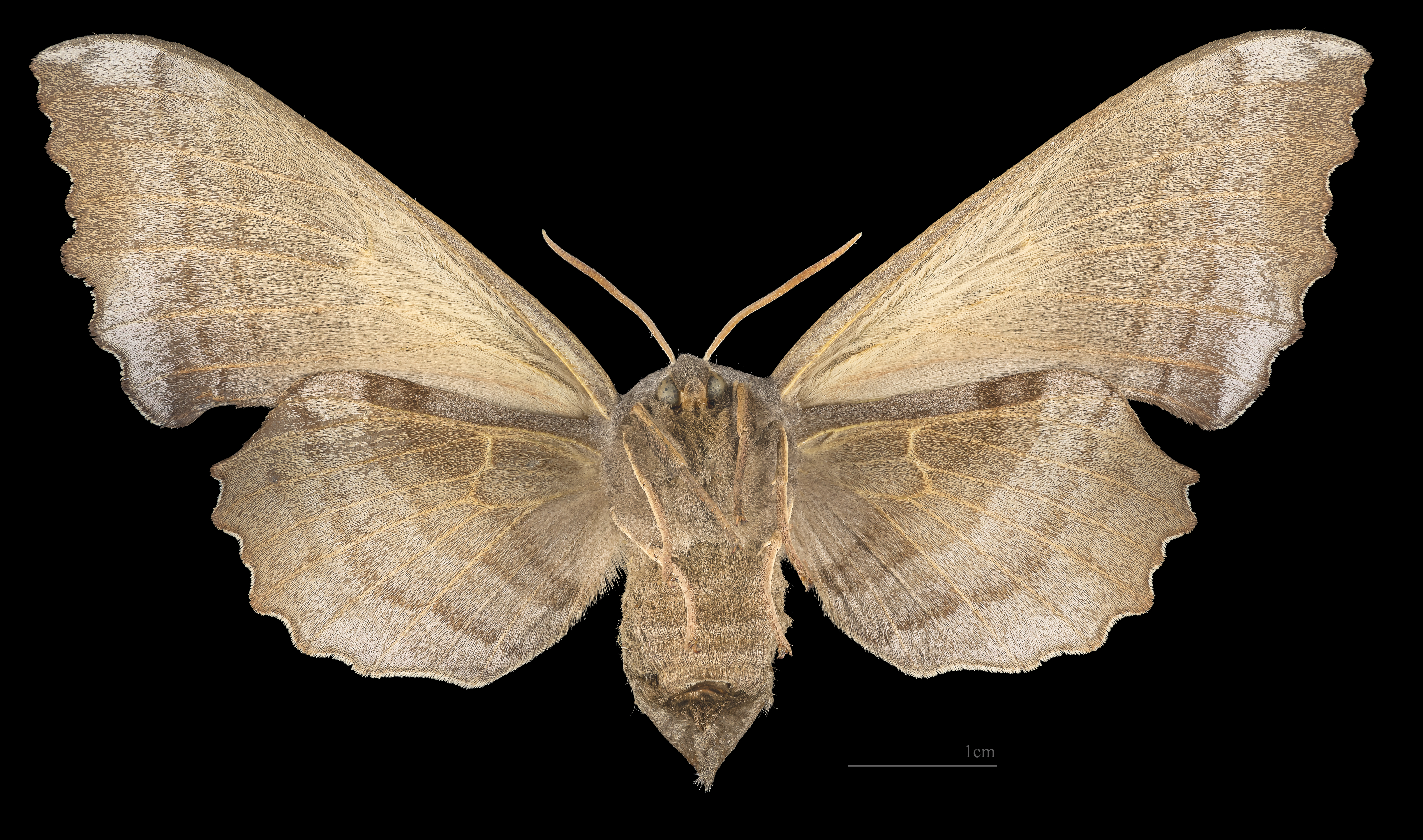
♀ △
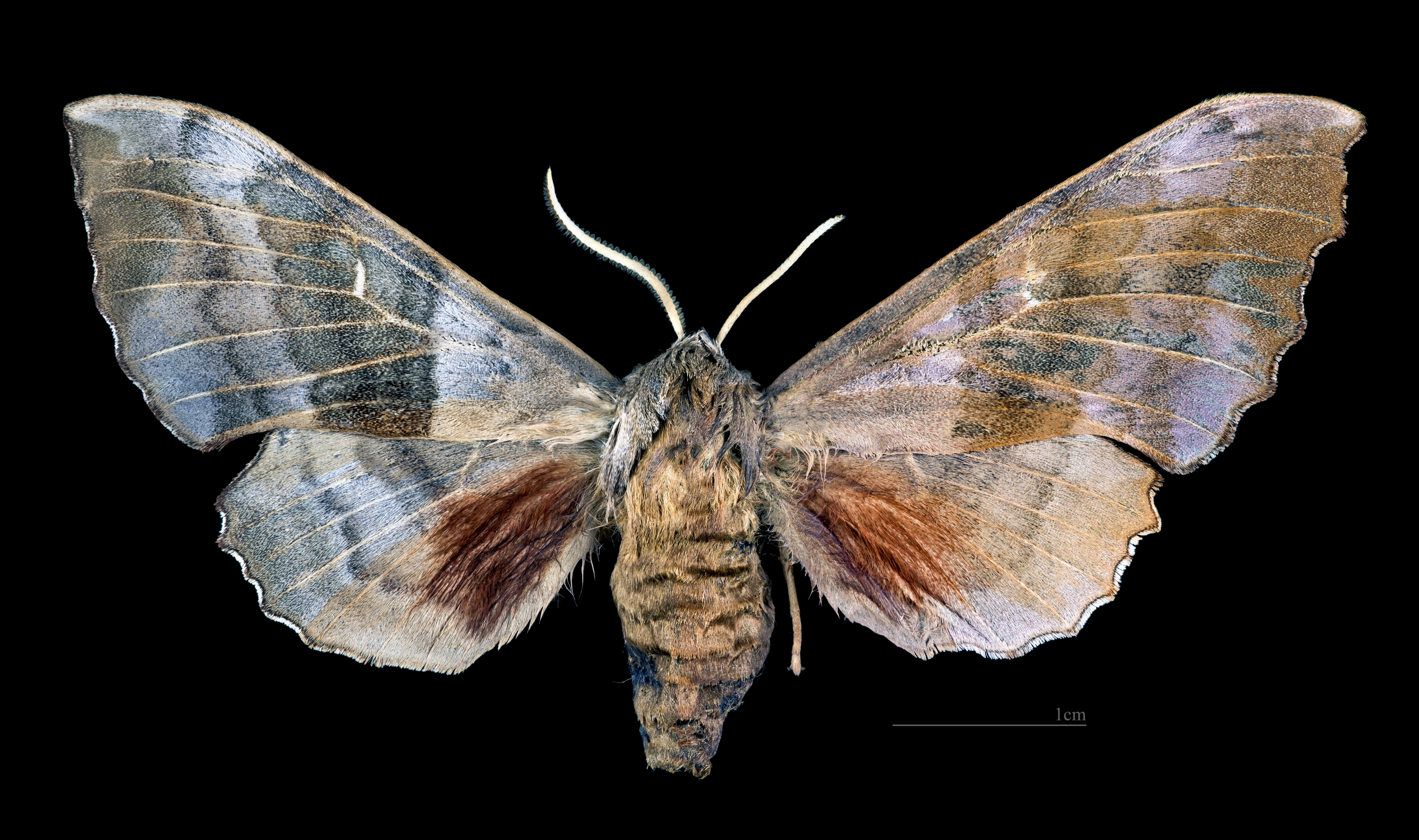
♂ ♀
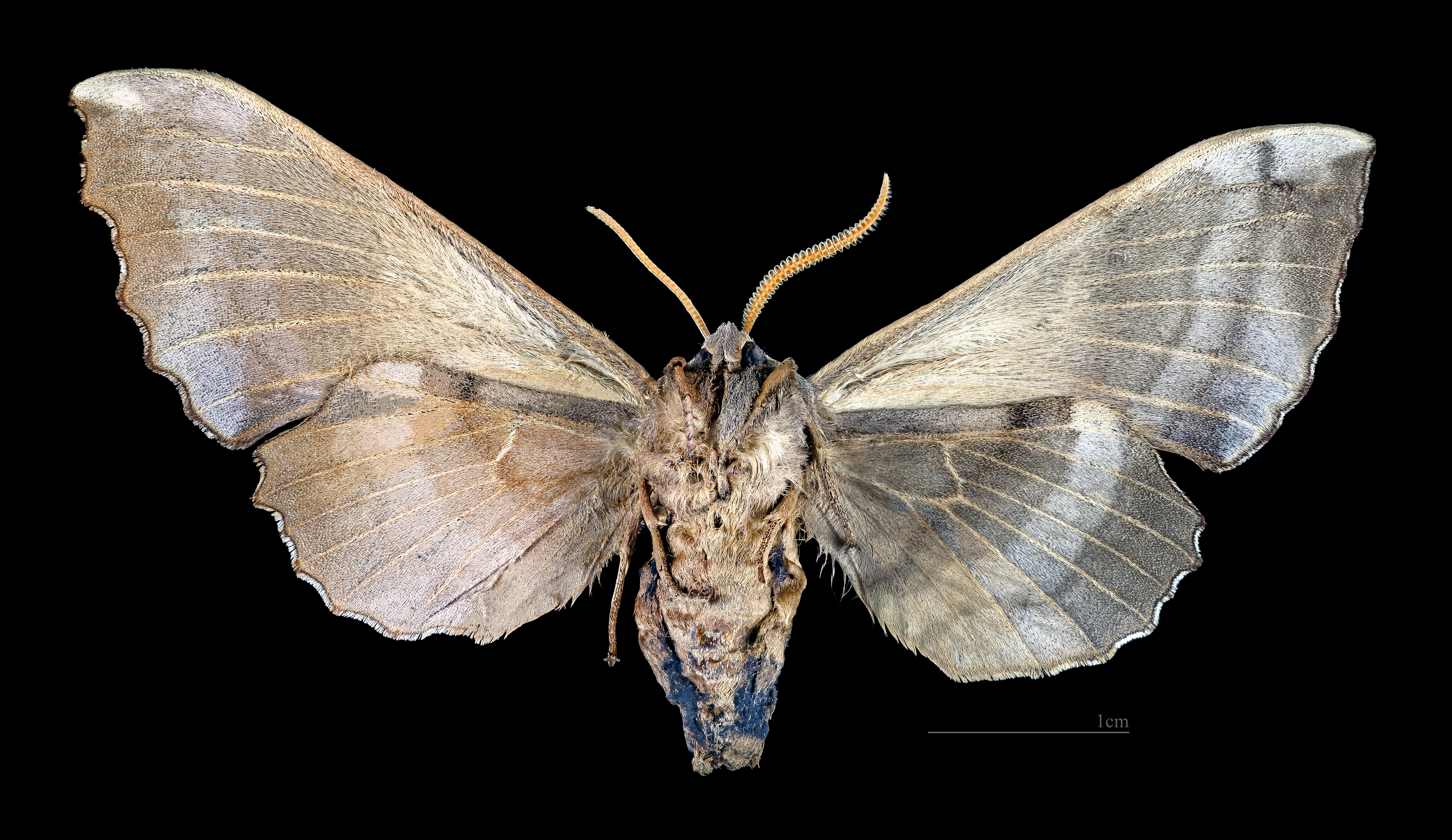
♂ ♀ △